# Alexandre de Rhodes

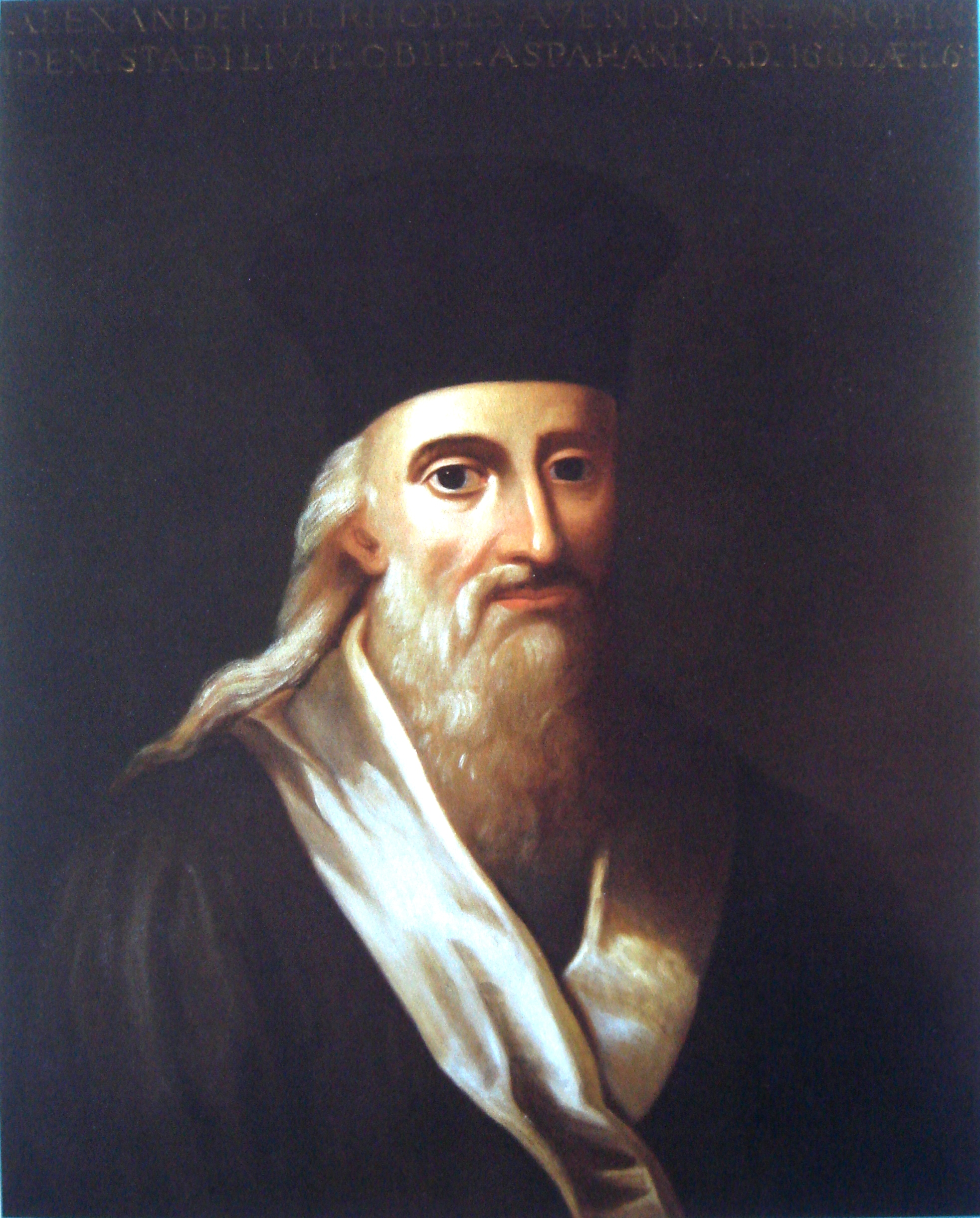
Alexandre de Rhodes.

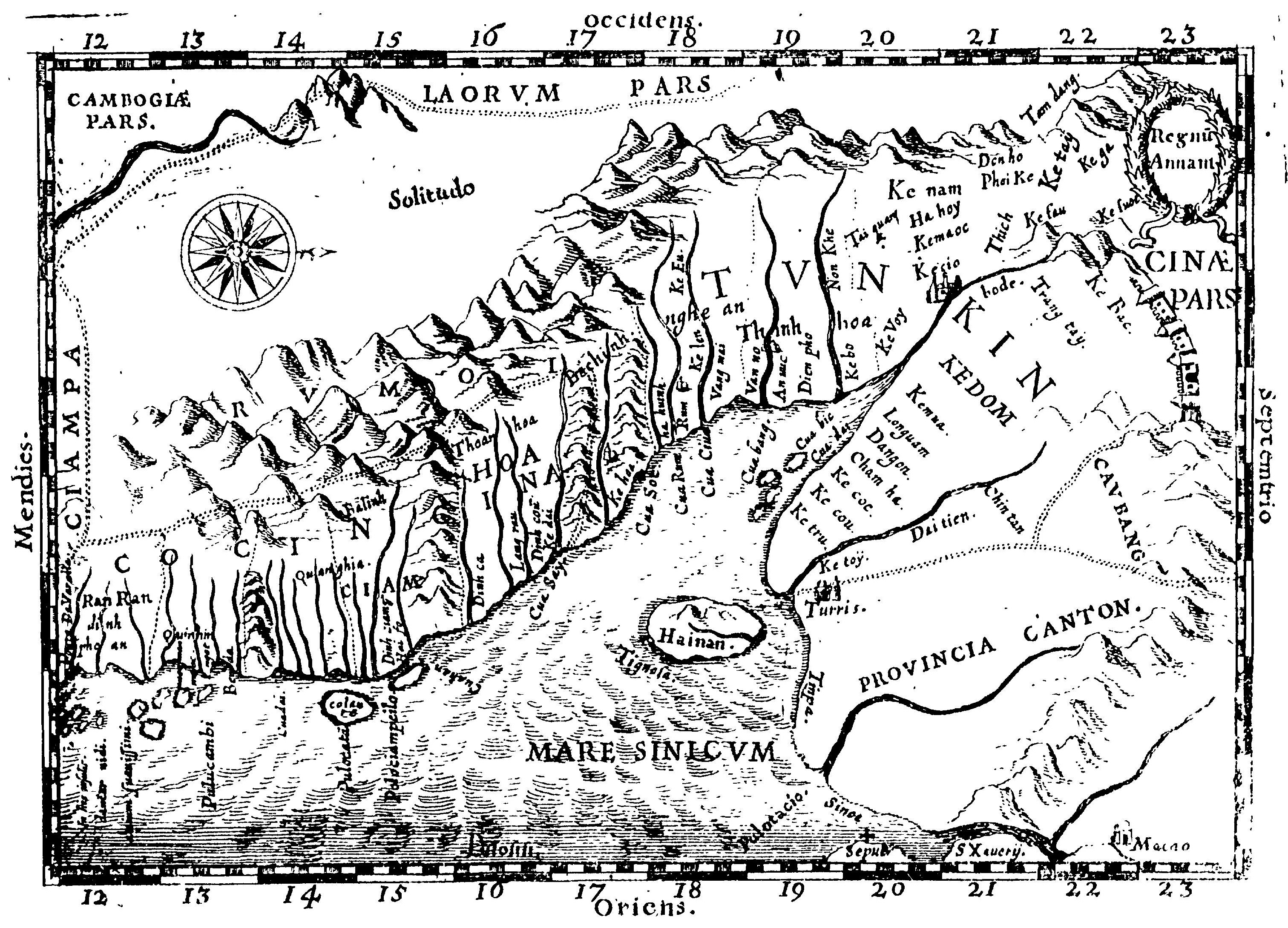
Mapa de Annam dibujado por Alexandre de Rhodes en 1651.

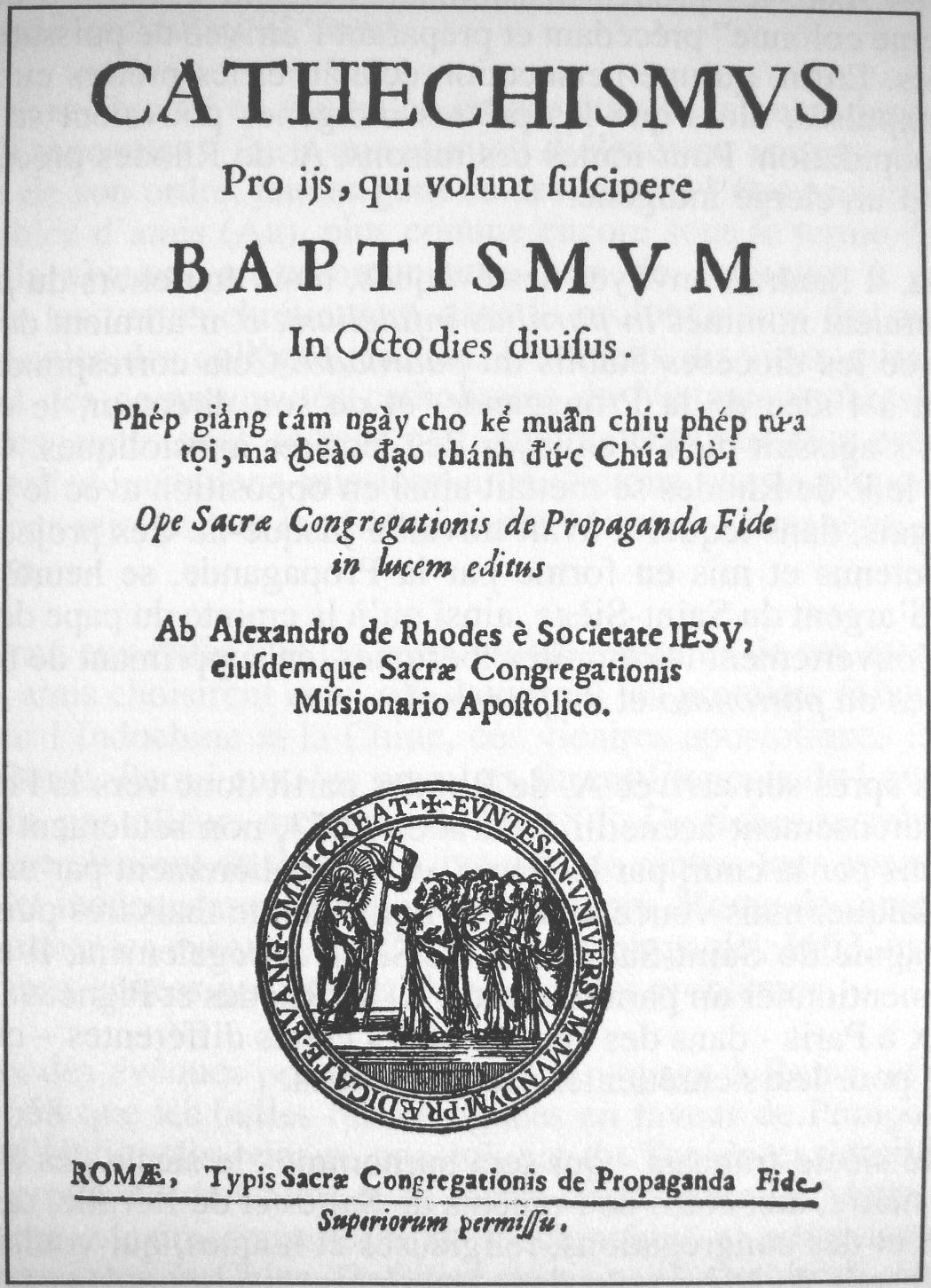
Catecismo latín-vietnamita.

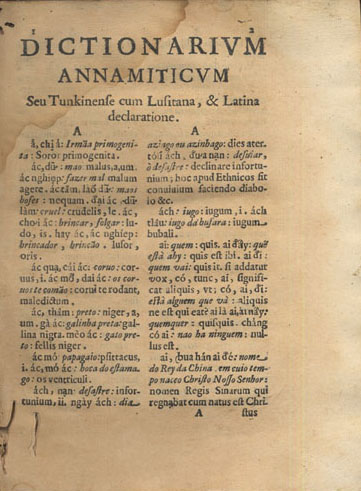
Dictionarium Annamiticum Lusitanum et Latinum de 1651.

Alexandre de Rhodes (conocido en vietnamita como A-Lịch-Sơn Đắc-Lộ) (Aviñón, 15 de enero de 1591-Isfahán, 5 de noviembre de 1660), misionero jesuita francés de relevante actuación en Asia. 

## Biografía
Procedía de una familia de marranos aragoneses (de Calatayud) que, tras ser procesados por la Inquisición española, huyeron a Aviñón, Estados Pontificios en el siglo XV.
El 14 de abril de 1612 ingresó en la Compañía de Jesús en Roma, donde estudia teología y ciencias naturales con Cristoforo Clavius y otros maestros. En 1618 emprende su primer viaje misionero al Japón, pero primeramente pasa tres años en la colonia india portuguesa de Goa. En 1623 llega a Macao; allí se entera de que las condiciones para los misioneros en Japón habían empeorado notoriamente, por lo cual se dirige a Indochina. Permanece desde 1624 en Cochinchina, y en 1627 se traslada a Tonkín, donde existía una misión jesuítica en Hanói desde 1615. Allí estudió con otro jesuita, Francisco de Pina. Mantuvo una estrecha relación con la corte de Hanói bajo los reinados de Trinh Tung y Trinh Trang. Pero en 1630 cae en desgracia a los ojos del regente Nguyen Phuc Lan, quien lo condena a muerte, y debe irse 10 años a Macao, en donde se dedica a enseñar teología. En 1640 retorna a Cochinchina, donde se dedica a actividades misioneras. Entre 1645 y 1649 viaja por Java, India, Persia, Armenia y Anatolia, retornando a Roma. Allí recomienda la reforma de la administración eclesiástica en Asia oriental, en particular el establecimiento de obispados autónomos de Portugal que luego serán llamados vicarios apostólicos. Fue apoyado por François Pallu y Pierre Lambert de la Motte, los primeros miembros de la Sociedad de las Misiones Extranjeras de París, quienes fueron enviados a Extremo Oriente en condición de vicarios apostólicos.
En 1655 es enviado a Persia, donde permanece hasta su fallecimiento.
Su obra más importante fue el desarrollo del alfabeto vietnamita, conocido popularmente como Quốc Ngữ, basado en el alfabeto latino, apoyándose en el trabajo previo de los misioneros portugueses Gaspar de Amaral y Antonio de Barbosa; confeccionó un diccionario latín-portugués-vietnamita.
En 1943, como homenaje, la colonia francesa de Indochina emitió un sello de 30 céntimos con la imagen de Alexandre de Rhodes. En 2001, el artista vietnamita Nguyen Dinh Dang confeccionó una pintura de homenaje a Alexandre de Rhodes y Nguyen Van Vinh.

## Obras
- Relazione de' felici successi della Santa Fede predicata da' Padri della Compagnia di Giesu nel Regno di Tunchino, 1650
- Dictionarium Annamiticum, Lusitanum, et Latinum ope sacrae congregationis de propaganda fide in lucem editam ab Alexandro de Rhodes e Societate IESU, eiusdemque Sacrae Congregationis Missionario Apostolico, Roma, 1651.
- Tunchinensis historiæ libri duo, quorum altero status temporalis huius regni. altero mirabiles evangelicae praedicationis progressus referuntur. coeptae per patres Societatis Jesu, ab anno 1627 ad annum 1646, Lyon, 1652
- Histoire du Royaume de Tunquin, et des grands progrez que la predication de l'evangile y a faits en la conuersion des infidelles. Depuis l'année 1627. iusques à l'année 1646. / 1652 Relation des progrez de la foy au Royaume de la Cochinchine vers les derniers quartiers du Levant, 1652
- Sommaire des divers voyages, et missions apostoliques, du R. P. Alexandre de Rhodes ... à la Chine, & autres royaumes de l'Orient, auec son retour de la Chine à Rome. Depuis l'année 1618 jusques à l'année 1653, 1653
- La glorieuse mort d'André catechiste de la Cochinchine, qui a le premier versé son sang pour la querelle de Iesus-Christ, en cette nouuelle Eglise, París, 1653
- Histoire de la vie et de la glorieuse mort de cinq peres de la Compagnie de Iesus, qui ont souffert dans le Iapon. Auec trois seculiers, en l'année 1643, 1654
- La glorieuse mort d'André catechiste de la Cochinchine, 1654
- Divers voyages du P. Alexandre de Rhodes en la Chine, & autres Roiaumes de l'Orient, auec son retour en Europe par la Perse & l'Armenie, 1666